# Lorsy Ernő
Lorsy Ernő, idegen nyelvterületen Ernst vagy Ernest Lorsy, teljes nevén: Lorsy Móric Ernő, tévesen olykor Lorsy Jenő, Lorsy Emil, Lórsy, Lorschy (Szilasbalhás, 1889. november 28. – New York, Riverside Drive, 1960. augusztus 13.) zsidó származású, magyar újságíró, műfordító, történész. Kezdetben a Pester Lloyd munkatársa, a Károlyi-kormány idején külügyminisztériumi tanácsos, a Magyarországi Tanácsköztársaság alatt a Közoktatásügyi Népbiztosság államtitkára. A bukás után emigrált, az emigrációban újságírással foglalkozott, és sajtó alá rendezte Károlyi Mihály emlékiratait. Az 1930-as években hazatért, ám a belpolitikai változások miatt 1938-ban emigrálni kényszerült Franciaországba. A nácik előretörése elől Észak-Afrikába menekült, ahonnan 1941-ben az Amerikai Egyesült Államokba utazott, ahol 1960-ban bekövetkezett haláláig újságírással és műfordítással foglalkozott.

„A század egyik legműveltebb újságírója, polihisztora és esszéistája volt. Angolul, franciául és németül olyan tökéletesen beszélt, hogy New Yorkban angolnak, Párizsban franciának tartották – ezt láttam – és Berlinben németnek. Memóriája sértetlenül őrzött mindent, amit olvasott vagy hallott. 1939-ben, Párizsban, mikor egy reggel a Bibliothèque Nationale-ba mentem, megkért: írjak ki egy mondatot Alphonse de Lamartine 1848-as beszédéből a véderővitában. A Parlamenti Napló ezer és ennyiedik oldalán találom, fent. Visszajöttem a mondattal és megkérdeztem: mikor volt a múltkor a könyvtárban, hogy megjegyezte az oldalszámot? »1913-ban«, felelte.”

– Faludy György

## Életpályája

### Az első világháborúig (1889–1914)

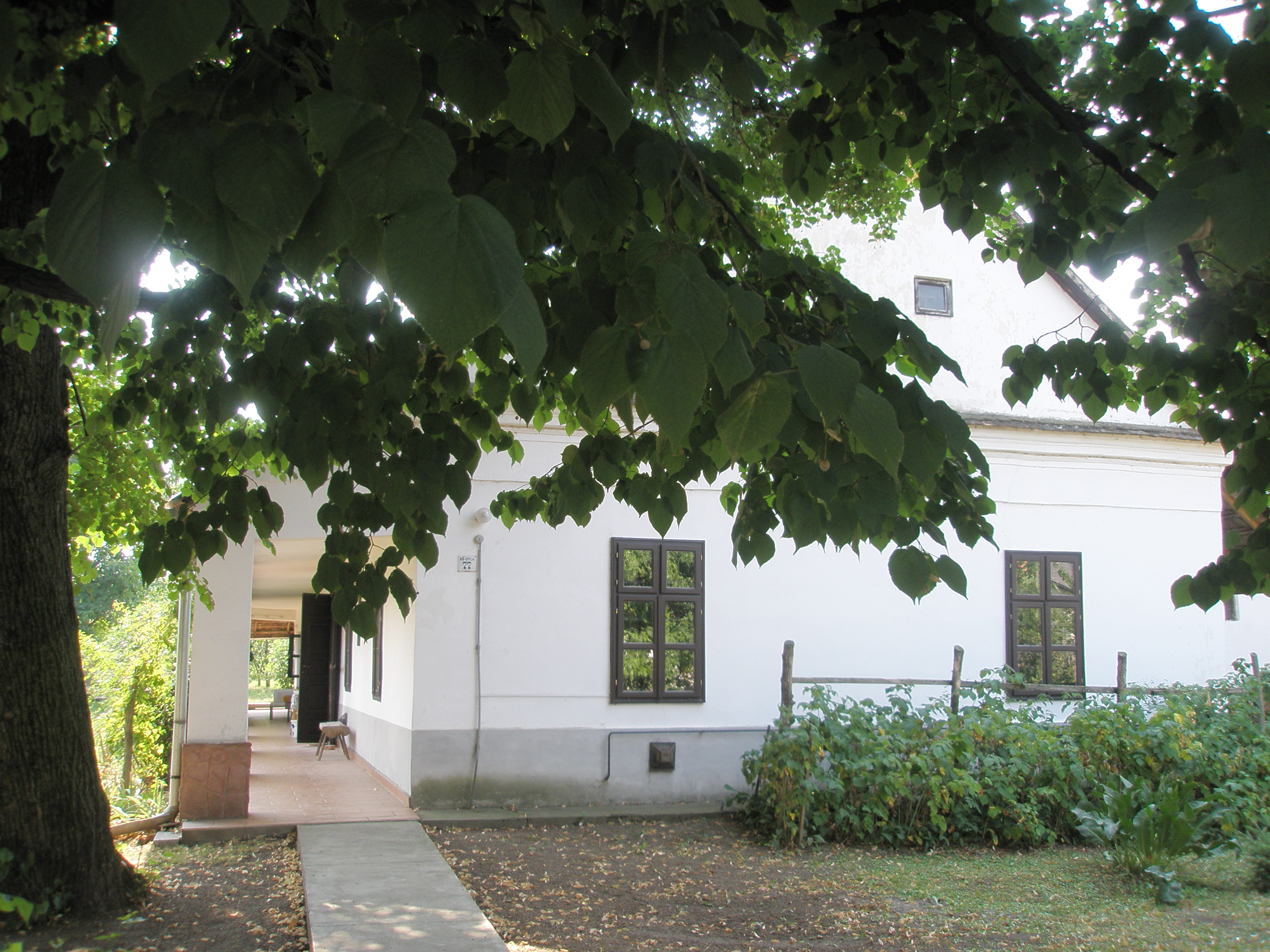
Lorsy Ernő szülőháza Mezőszilason (Fő utca 77.)

Szilasbalháson (ma Mezőszilas) született, a Fő utca 77. szám alatti házban, apja Lorsy Izidor (Izor) községi orvos, községi elöljárósági tag, anyja Erns(z)t Hermin(a). Két lánytestvére volt. Az elemi osztályait Szilasbalháson járta ki, a gimnázium első négy évét a szekszárdi állami főgimnáziumban, az utolsó négyet a Budapesti VII. Kerületi Magyar Királyi Állami Főgimnáziumban töltötte. 1907-ben érettségizett jeles eredménnyel, s ógörög nyelvből még kiegészítő vizsgát is tett. Egyetemistaként az Eötvös-kollégium tagjaként Szilasi Vilmos volt a diáktársa, akivel együtt járt 1909–10-ben a berlini Frigyes Vilmos Egyetemre.
Lorsy Berlin mellett Párizsban és a Pázmány Péter Tudományegyetemen hallgatott nyelvészetet, történelmet, filozófiát és természettudományokat, egyetemi hallgató korában csatlakozott a Galilei Körhöz. Filozófiai doktorátusát sub auspiciis regis szerezte meg 1911-ben. Vizsgafeladatát, Iuvenalis egyik szatírájának nehéz passzusát rögtön már az eredeti versmértékben fordította le magyarra. Perfektül beszélt, írt, illetve olvasott ógörögül, latinul, franciául, németül és angolul, 1941-es észak-afrikai emigrációja során pedig megtanult arabul. Műveltségére jellemző, hogy már 1910 októberében (20 éves korában) Lukács György Popper Leóhoz írott levelében megemlíti mint „művelt filológust”.
1908-ban alapító tagja volt a Négyesy László „Irodalmi stílusgyakorlatok” szemináriumát hallgatók által létrehozott Húszévesek körének, annak az egyetemi körnek, amely céljául „a magyar irodalom megifjítását és a haladó világnézet propagálását” tűzte ki maga elé. A kör nevét az adta, hogy Tóth Árpádon, Turóczi-Trostler Józsefen és Csáth Gézán kívül egyikük sem volt még húszéves. Folyóiratot alapítottak A Város címmel, melynek szerkesztésében az „idősebbek” mellett Szabolcsi Lajos, Lányi Viktor Géza, Mindszenty-Lichtenberg István, Feleky Géza (a „Világ” későbbi kiváló publicistája), Aczél Benő (néhány évtized múlva az „Esti Kurir" olvasószerkesztője) mellett Lorsy is részt vett. A lap felelős szerkesztője Fóthi-Frank László volt. Az 1908-ban mindössze két számot megélt lapban tanulmányai jelentek meg. A lapnak, és a Húszévesek Körének is érdeme, hogy néhány fiatal, tehetséges költőnek és írónak adott fórumot, s ugródeszkául szolgált a magyar költészet egyik legragyogóbb tehetségének Tóth Árpádnak.
1910-ben cikke jelent meg a Renaissance című folyóirat első évfolyamában. 1912-től 1919-ig a Pester Lloyd színikritikusa, majd külpolitikai szerkesztője, több éven át a lap egyik vezércikkírója volt. Mások mellett részt vett Lukács György A lélek és a formák c. esszégyűjteményének németre fordításában. Ez idő tájt ismerkedett meg Déry Tiborral, s baráti szálak fűzték Ady Endréhez, Karinthyhoz, Balázs Bélához, Kosztolányihoz, Krúdy Gyulához, illetve Füst Milánhoz is.

### Az első világháborútól az első emigrációig (1914–1919)
1915-től Balázs Béla, Lukács György mellett a Vasárnapi Társaság alapító, de nem állandó tagja volt. Újságíróként ekkortájt főleg szociológiai és közgazdasági témájú cikkeket írt, a polgári radikalizmust vallotta, csakúgy, mint Jászi Oszkár, s cikkeiben a világháború ellen emelt szót, ám miután megkapta behívóját, 1915 szeptemberének végén bevonult katonának.
Az E.M.I.T.T. (Első Magyar Intarziás Társaság Tagjai) elnökeként a komolyabb témák mellett a nyelvi játékokra is fogékony volt. A társaság tagjait Karinthy Frigyes, Kosztolányi Dezső, Halasi Andor, Harsányi Zsolt alkották, a dísztagnak Molnár Ferencet nevezték ki. A társaság célja: „a szavakkal és a betűkkel való játékot a legmagasabb fokra emelni”.
Miután 1918 elején a rendőrség felfüggesztette a Galilei Kör működését, Lorsy társaival létrehozott két új ifjúsági szervezetet: az egyik ilyen szervezet a Károlyi Kör volt, amelynek tagjai lelkes hangú üdvözlő táviratot küldtek Károlyi Mihálynak. Károlyi részben háborúellenes írásai, részben a róla elnevezett kör szervezésében végzett munkája nyomán figyelt fel a fiatal újságíróra, s felkérte a kormányapparátusában való részvételre. 1918. novemberben Jászi Oszkár miniszteri titkáraként tagja volt a Belgrádba utazó hivatalos békedelegációnak. Később a Károlyi-kormány idején („a törvényes elméleti képzettség kivételes elengedése mellett”) külügyminisztériumi osztálytanácsossá nevezték ki, Faludy György szerint ez idő tájt svájci nagykövet is volt. 1918. február 11-én Budapesten, az V. kerületben házasságot kötött Stern Erzsébettel, Stern Gusztáv és Herzog Terézia lányával. A tanúk Vészi József és Bíró Lajos voltak. A házasság 1931-ben felbontatott, Lorsy második felesége Láng Erzsébet volt, Láng Ágoston és Schweitzer Laura gyermeke. Első gyermekük, Alíz 1932-ben Berlinben született, második gyermekük, Péter 1933-ban születése után néhány héttel meghalt, harmadik gyermekük (1935, Budapest) ugyancsak a Péter nevet kapta.
A Magyarországi Tanácsköztársaság alatt a Közoktatásügyi Népbiztosság államtitkárának nevezték ki, később a Külügyi Sajtóosztály vezetőjeként is dolgozott. A Tanácsköztársaság bukása után – bár a kommunistákat Faludy György szerint nem kedvelte – Újvári Sándort, aki egy vidéki direktórium tagja volt, és akit halálra kerestek, elrejtette pesti lakásán és külföldre segítette. 1919. augusztus 28-án este kilenc órakor letartóztatták a fővárosban, mert tisztséget viselt a kommün alatt, ám bűncselekmény hiányában egy 1919. szeptember 7-én kelt határozattal még aznap szabadlábra helyezték.

### Az első emigráció és hazatérése (1919–1938)

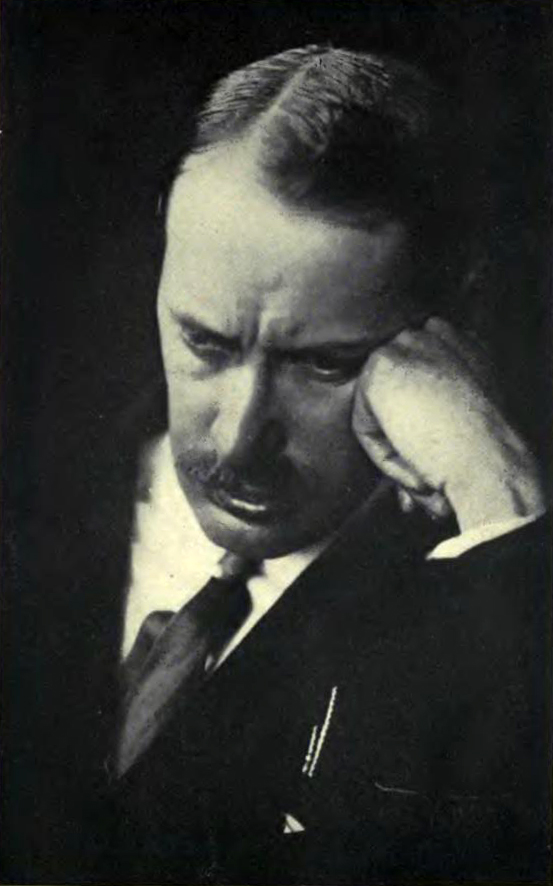
Károlyi Mihály az emigrációban (1923)

Később Bécsbe emigrált, ahol bekapcsolódott a Bécsi Magyar Újság munkájába, a lap szerkesztője, és vezércikkírója lett, majd Békessy Imre lapjainál is dolgozott: 1923-ban rövid ideig a Die Stunde, ezenkívül a Die Bühne, Die Börse, illetve a Die Warenmarkt c. hetilapoknál. Időközben, 1920 májusában a Magyarországi Újságírók Egyesülete Kaczér Illés és Göndör Ferenc mellett kizárta soraiból. Utóbbival 1921 folyamán sajtóvitát folytatott Az Ember, illetve a Bécsi Magyar Ujság hasábjain, egy Göndör szerint Kosztolányi Dezsővel kötött szerződésével kapcsolatban. Az emigrációban Jászi Oszkár közvetítése révén Károlyi Mihály titkáraként is működött, sajtó alá rendezte a gróf emlékiratait (Egy egész világ ellen). Egy ideig ezután Svájcban élt, ahol a Die Möwe (A Sirály) című lapot szerkesztette, később (1924 után) Berlinbe költözött, ahol a United Post szerkesztője lett, ezenkívül pedig publikált még a Das Tagebuchban is, ahol „Die Stunde des Kaugummis” (A rágógumi órája) című cikkével nagy sikert aratott. Berlinben barátnője Dorothy Thompson, a híres amerikai újságíró, Sinclair Lewis későbbi felesége volt. 1933-ig Bécsben, Berlinben és Párizsban különféle lapok munkatársa volt, az 1930-as évek elején Adolf Hitler hatalomátvételét követően azonban elhagyta Berlint, és visszatért Budapestre, ahol az Attila úton lakott. Hazatértének pontos időpontját illetően a különböző források más-más időpontot adnak meg, de egy korabeli sajtóhirdetés alapján ezek közül az 1933-as dátum a legvalószínűbb, mivel a közölt hír szerint 1933. december 29-én a Lipótvárosi Kaszinóban A jövő háborúja címmel tartott előadást. Ekkortájt mint fordító, tudományos kutató és újságíró működött, és ekkor születtek jelentősebb műfordításai is, így Hans Habe Hárman a határon át, illetve Remarque Három bajtárs című alkotása. A Magyar Hírlap szerkesztőségében ekkoriban ismerte meg Faludy Györgyöt, akivel életre szóló barátságot kötött.

### A franciaországi emigrációban (1938–1940)
1938 végén feleségét és gyermekeit hátrahagyva Franciaországba emigrált, ahol csatlakozott a magyar emigránsokhoz, s a párizsi Hotel de France-ban lakott.  Szerződést kötött egy kiadóval, hogy könyvet ír a Maginot-vonalról, ám ezt sosem tette meg, arra hivatkozva, hogy az erődrendszer északon nem fut a tengerig, azaz a németek Belgiumban könnyűszerrel megkerülhetik azt. A Párizsban töltött idő alatt Havas Endre volt a titkára.

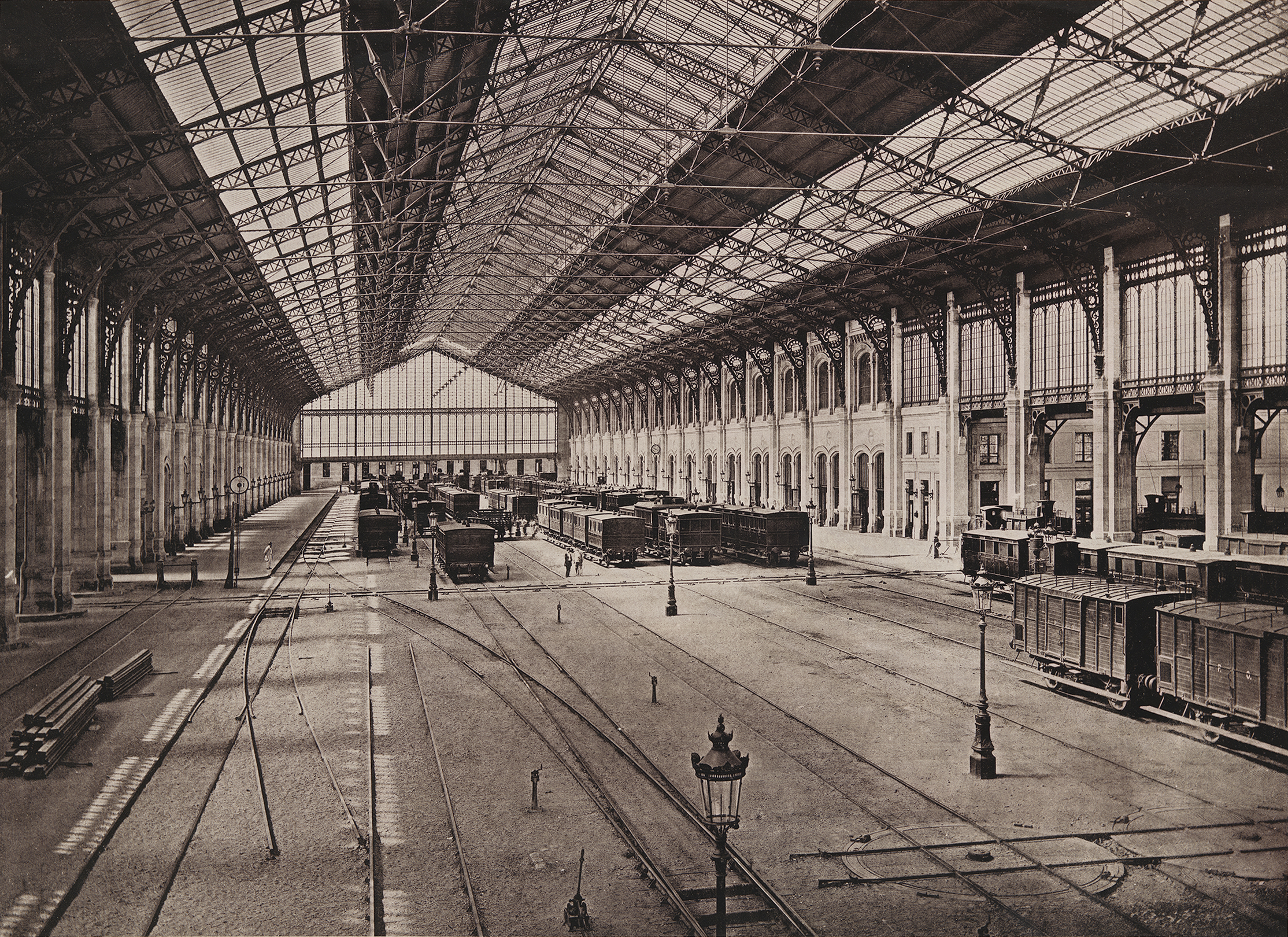
A Gare d'Austerlitz belülről (1883)

Franciaország ellen a németek 1940 tavaszán támadást indítottak. Lorsy – mivel úgy gondolta, hogy Párizst is elfoglalhatják – elhatározta, hogy Dél-Franciaországba utazik. Havassal elindult a Gare d'Austerlitzre, ahol elszakadt tőle, és vonaton előbb Montauban-ba ment, majd Bordeaux bombázása után Bayonne-ba, ahonnan ismét Faludyékkal folytatta útját.

### Észak-Afrika és az Amerikai Egyesült Államok (1940–1960)
Miután Portugáliába vízumot nem tudtak szerezni, barátait hátrahagyva Észak-Afrikába hajózott. 
Később Újvári Sándornál lakott, a családnál tanítóként működött, ám a Szabad Franciaország-mozgalom brazzaville-i rádióadójának hallgatása miatt a francia hatóságok Újvárival a misszúri internálótáborba zárták. Mikor Roosevelttől meghívást kapott az Amerikai Egyesült Államokba, kiengedték.

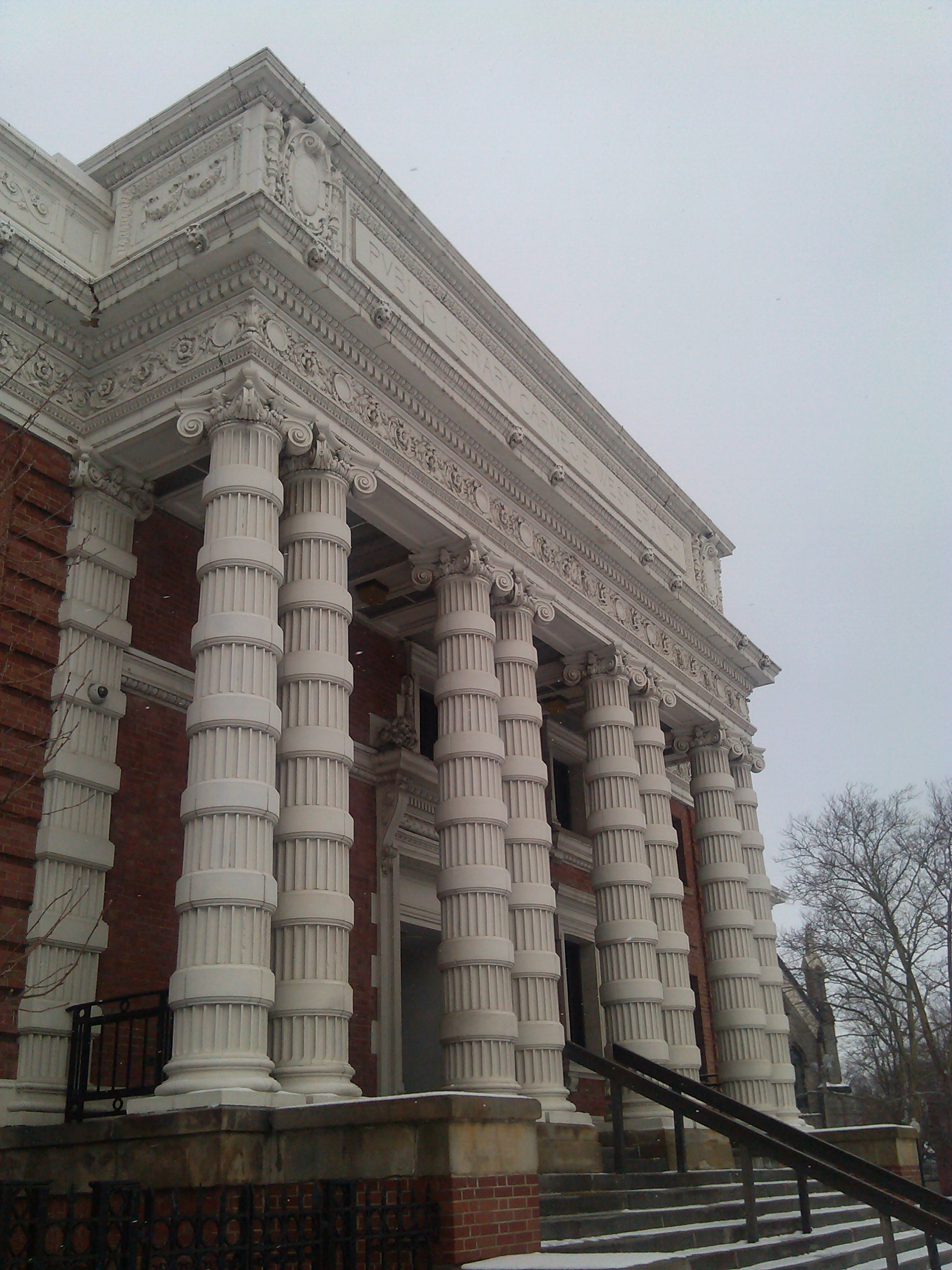
A clevelandi könyvtár egyik bejárata

Lorsy családjával és Faludyval előbb Spanyolországba ment, ahol felszálltak az SS Navemar-ra, melyen elhajóztak az Amerikai Egyesült Államokba. „A hathetes út alatt a fedélzeten táborozott és mert ennivalót nem lehetett kapni, konyakosflaskák tömegével vette körül magát.” 1941. szeptember 12-én érkeztek meg New Yorkba. Az USA-ban egy ideig Újvári Sándor pénzén élt, később Ohio kormányzója megtette a Clevelandi Közkönyvtár vezetőjévé, emellett a Szabadság című lap főmunkatársa is volt. Hamar bekapcsolódott a Demokratikus Magyarok Amerikai Szövetségének munkájába, és 1942-ben az elnök Vámbéry Rusztemmel, valamint Fényes Lászlóval, Kéri Pállal és Ignotusszal már a szervezet elnökségének tagjaként írt alá egy, a chicagói csoportjuknak címzett levelet. A szervezet 1941. december 25-én indult lapjában a Harc című folyóiratban jelent meg Ferenc Józsefről írott tanulmánya. 1944-ben a Demokratikus Magyarok Amerikai Szövetsége clevelandi csoportjának vezetőjeként említik.
1949-ben költözött New Yorkba, ahol csakúgy, mint Budapesten, műfordításból tartotta fenn magát, mindemellett pedig dolgozott az International Motion Picture Division of Department of State-nél is. 1950-ben az FBI mint kommunistagyanús személyt figyeltette, ám bizonyíték hiányában további eljárást nem kezdeményeztek. Utolsó éveiben ismételten újságírással foglalkozott, a Harc, Az Ember és a Látóhatár cikkírója volt.
1960-ban halt meg, Manhattanben, Riverside Drive-i otthonában. Hamvait – illegálisan – lánya, Alíz hozatta haza, és Lorsy kívánságára 1964-ben édesapja mellé temették a mezőszilasi izraelita temetőben. Felesége, Láng Erzsébet 1978 szeptemberében halt meg.

## Művei
Zsolt Béla szerint Lorsy írta meg Jack Bilbo Al Capone szolgálatában c. memoárját.

### Publikációi
- Ein Besuch bei Meister Stróbl, Pester Lloyd, 1913. május 29. (németül)
- (1926) „A császár futárja”. Századunk 1. (1.), 467–471. o. (Hozzáférés: 2016. január 28.)
- (1935. augusztus 14.) „Ököllel a cápa ellen”. Tolnai Világlapja 35 (33), 35. o. (Hozzáférés: 2016. január 28.)
- (1936. május 17.) „”Hittem benne, mert szép volt””. Pesti Napló 87 (114), 37. o. (Hozzáférés: 2016. január 28.) (Interjú Max Planckkal)
- (1936. május 24.) „A nagy Dossena”. Pesti Napló 87 (119), 38. o. (Hozzáférés: 2016. január 28.) (Megemlékezés Alceo Dossena olasz szobrászművészről halála alkalmából)
- (1936. december 5.) „Ideges lóhere, bódult sárgarépa”. Pesti Napló 88 (277), 33–34. o. (Hozzáférés: 2016. január 28.) (Megemlékezés Sir Jagadish Chandra Bose indiai polihisztorról halála alkalmából)
- (1938) „Remarque: Három bajtárs”. Színházi Élet 7, 64. o. (Hozzáférés: 2016. január 28.)
- Bartók Béla szerb melódiákat hallgat. Medvetánc, 8. évf., (1988) 1. sz. 296-297. o.

### Műfordításai
- Karinthy Frigyes: Bitte Herr Professor: Szenen aus der Mittelschule (Tanár úr kérem, 1916)
- Lengyel Menyhért: Vera[46]
- Bíró Lajos: Lilla[46]
- Bíró Lajos: Die Juden von Bazin (A bazini zsidók, 1921)[m 12]
- Bíró Lajos: Hotel Imperial: Schauspiel in vier Aufzügen (Hotel Imperial, színmű négy felvonásban)
- Bródy Sándor: Die Geliebte (A szerető, 1925)
- Sir Galahad (Eckstein-Diener, Berta): Bizánc (Byzanz. Von Kaisern, Engeln und Eunuchen., 1936)
- Tersánszky Józsi Jenő: Die Hasengulasch-Legende (Legenda a nyúlpaprikásról, 1937)
- Hans Habe (Békessy János): Hárman a határon át (reg., Bp., 1937)
- Erich Maria Remarque: Három bajtárs (Drei Kameraden, 1947)
- Lesznai Anna: Spätherbst im Eden (Kezdetben volt a kert, 1965 (posztumusz kiadás))